# 가브리엘 밀리토
가브리엘 밀리토(스페인어: Gabriel Alejandro Milito, 1980년 9월 7일, 아르헨티나 베르날 ~ )는 은퇴한 아르헨티나의 축구 선수로, 포지션은 센터백이었다. 그는 아르헨티나 축구 국가대표팀에서 42번의 국제 경기에 출장해, 1골을 기록하였으며, 디에고 밀리토는 그의 형이다.
그는 FC 바르셀로나로 2007년에 이적했으나 2008년 맨체스터 유나이티드와의 경기에서 부상을 당해 그 여파로 2008-2009 시즌 전체를 통틀어 한번도 출전하지 못하였다. 그 동안 제라르드 피케가 성장하면서 그의 입지는 점점 좁아졌다.
2010년 1월 6일, 세비야 FC와의 코파 델 레이 16강 1차전을 통해 1년 9개월 동안의 장기 부상에서 복귀하였으나 한달도 되지 않아 다시 부상을 당하였다.
그의 부상으로 인해 수비형 미드필더인 하비에르 마스체라노가 전문 중앙 수비수로 뛰기 시작했고 과르디올라 감독은 밀리토를 붙잡을 필요성을 느끼지 못하기 시작했다. 결국 2011년 그는 그의 축구 경력이 시작된 인데펜디엔테로 돌아갔다. 그리고 거기에서 한 시즌을 뛴 뒤에 잦은 부상을 이유로 현역 은퇴를 선언했다.